# Campionato del mondo di scacchi 1984
Il campionato del mondo di scacchi 1984 fu conteso tra il campione del mondo Anatolij Karpov e lo sfidante Garri Kasparov a Mosca tra il 10 settembre 1984 e l'8 febbraio 1985. Dopo 48 partite e cinque mesi di gioco, il match fu fermato dal presidente della FIDE Florencio Campomanes, in vista di un nuovo incontro da disputarsi nello stesso anno 1985, nonostante entrambi i giocatori avessero espresso l'intenzione di continuare.

## Qualificazioni
Furono giocati tre interzonali di qualificazione, ognuno dei quali qualificò due giocatori per i match dei candidati: uno a Las Palmas, in Spagna (vinto da Zoltán Ribli), un altro a Mosca (vinto da Kasparov) e il terzo a Toluca, in Messico (vinto da Lajos Portisch ed Eugenio Torre). Tutti furono giocati con la formula del girone all'italiana tra 14 giocatori.
Ai sei qualificati si aggiunsero, per contendersi il diritto di sfidare Karpov, Viktor Korčnoj e Robert Hübner, rispettivamente ultimo sfidante per il campionato e ultimo finalista dei match dei candidati. Vi furono anche delle controversie quando il match di semifinale tra Kasparov e Korčnoj, originariamente previsto negli USA a Pasadena, vide l'abbandono da parte di Kasparov a causa delle imposizioni delle autorità politiche sovietiche che gli impedirono di recarsi negli Stati Uniti per affrontare un dissidente. La federazione assegnò pertanto la vittoria a tavolino a Korčnoj. A seguito di trattative, dato anche il fatto che in caso di vittorie gli avversari da affrontare sarebbero stati entrambi sovietici (Smyslov nella finale e Karpov nel campionato del mondo), fu deciso di riorganizzare la sfida a Londra e in tale sede Kasparov prevalse per 7-4.
|  | Quarti di finale      | Quarti di finale      | Quarti di finale |                 |                | Semifinali     | Semifinali | Semifinali |  |  | Finale | Finale | Finale |  |
|  |                       |                       |                  |                 |                |                |            |            |  |  |        |        |        |  |
|  | Garri Kasparov        | Garri Kasparov        | 6                |                 |                |                |            |            |  |  |        |        |        |  |
|  | Garri Kasparov        | Garri Kasparov        | 6                |                 |                |                |            |            |  |  |        |        |        |  |
|  | Oleksandr Beljavs'kyj | Oleksandr Beljavs'kyj | 3                |                 |                |                |            |            |  |  |        |        |        |  |
|  | Oleksandr Beljavs'kyj | Oleksandr Beljavs'kyj | 3                |                 | Garri Kasparov | Garri Kasparov | 7          |            |  |  |        |        |        |  |
|  |                       |                       |                  |                 | Garri Kasparov | Garri Kasparov | 7          |            |  |  |        |        |        |  |
|  |                       |                       | Viktor Korčnoj   | Viktor Korčnoj  | 4              |                |            |            |  |  |        |        |        |  |
|  | Lajos Portisch        | Lajos Portisch        | Viktor Korčnoj   | Viktor Korčnoj  | 4              | 3              |            |            |  |  |        |        |        |  |
|  | Lajos Portisch        | Lajos Portisch        |                  |                 |                |                |            |            |  |  |        |        |        |  |
|  | Viktor Korčnoj        | Viktor Korčnoj        | 6                |                 |                |                |            |            |  |  |        |        |        |  |
|  | Viktor Korčnoj        | Viktor Korčnoj        | 6                |                 | Garri Kasparov | Garri Kasparov | 8,5        |            |  |  |        |        |        |  |
|  |                       |                       |                  |                 |                |                |            |            |  |  |        |        |        |  |
|  |                       |                       | Vasilij Smyslov  | Vasilij Smyslov | 4,5            |                |            |            |  |  |        |        |        |  |
|  | Zoltán Ribli          | Zoltán Ribli          | Vasilij Smyslov  | Vasilij Smyslov | 4,5            | 6              |            |            |  |  |        |        |        |  |
|  | Zoltán Ribli          | Zoltán Ribli          |                  |                 |                |                |            |            |  |  |        |        |        |  |
|  | Eugenio Torre         | Eugenio Torre         | 3                |                 |                |                |            |            |  |  |        |        |        |  |
|  | Eugenio Torre         | Eugenio Torre         | 3                |                 | Zoltán Ribli   | Zoltán Ribli   | 4,5        |            |  |  |        |        |        |  |
|  |                       |                       |                  |                 | Zoltán Ribli   | Zoltán Ribli   | 4,5        |            |  |  |        |        |        |  |
|  |                       |                       | Vasilij Smyslov  | Vasilij Smyslov | 6,5            |                |            |            |  |  |        |        |        |  |
|  | Robert Hübner         | Robert Hübner         | Vasilij Smyslov  | Vasilij Smyslov | 6,5            | 7              |            |            |  |  |        |        |        |  |
|  | Robert Hübner         | Robert Hübner         |                  |                 |                |                |            |            |  |  |        |        |        |  |
|  | Vasilij Smyslov       | Vasilij Smyslov       | 7                |                 |                |                |            |            |  |  |        |        |        |  |

## Campionato mondiale
Il campionato cominciò il 10 settembre 1984 e si svolse nella monumentale Sala delle colonne di Mosca.
Il titolo mondiale sarebbe stato vinto dal giocatore che avesse vinto per primo sei partite, senza contare quindi le patte. Le prime partite furono favorevoli a Karpov, che si portò sul 4-0 già alla nona partita, prima che iniziasse una lunga serie di patte che durò fino alla 27ª partita, quando Karpov si portò sul 5-0. Il match continuò con una vittoria di Kasparov alla 32ª partita, seguita da un'altra serie di patte, che terminò con una coppia di vittorie dello sfidante alla 47ª e 48ª partita.
A questo punto, l'8 febbraio 1985, il presidente della FIDE Florencio Campomanes decise di interrompere il match, motivando la sua decisione con lo stato di salute dei due giocatori (in particolare Karpov era dimagrito di 10 kg), indicendo un nuovo match con punteggio azzerato da disputarsi nello stesso 1985. Entrambi i giocatori contestarono questa decisione per vari motivi:
- Karpov era in vantaggio al momento della sospensione e con l'azzeramento del punteggio vedeva cancellate le sue cinque vittorie contro le tre dell'avversario.
- Kasparov, sebbene provato dalla lunghezza del match, era in ottima salute al contrario del campione che era fisicamente e psicologicamente distrutto. Non a caso le ultime due partite disputate si erano risolte entrambe con nette vittorie dello sfidante; i sostenitori di Garri ritenevano che se il match fosse continuato egli avrebbe potuto vincere agevolmente e in breve tempo le tre partite necessarie contro un Karpov ridotto allo stremo delle forze e incapace di reagire.

A luglio, un congresso della FIDE stabilì che il campionato sarebbe stato rigiocato a settembre, con nuova formula al meglio delle 24 partite; per risarcire Karpov dei due punti di vantaggio conquistati nel campionato abortito, gli fu riconosciuto il diritto, in caso avesse perso il nuovo match, di tentare di riconquistare il titolo nel successivo campionato mondiale.
|                                     | 1 | 2 | 3 | 4 | 5 | 6 | 7 | 8 | 9 | 10 | 11 | 12 | 13 | 14 | 15 | 16 | 17 | 18 | 19 | 20 | 21 | 22 | 23 | 24 | 25 | 26 | 27 | 28 | 29 | 30 | 31 | 32 |
| ----------------------------------- | - | - | - | - | - | - | - | - | - | -- | -- | -- | -- | -- | -- | -- | -- | -- | -- | -- | -- | -- | -- | -- | -- | -- | -- | -- | -- | -- | -- | -- |
| Anatolij Karpov ( Unione Sovietica) | ½ | ½ | 1 | ½ | ½ | 1 | 1 | ½ | 1 | ½  | ½  | ½  | ½  | ½  | ½  | ½  | ½  | ½  | ½  | ½  | ½  | ½  | ½  | ½  | ½  | ½  | 1  | ½  | ½  | ½  | ½  | 0  |
| Garri Kasparov ( Unione Sovietica)  | ½ | ½ | 0 | ½ | ½ | 0 | 0 | ½ | 0 | ½  | ½  | ½  | ½  | ½  | ½  | ½  | ½  | ½  | ½  | ½  | ½  | ½  | ½  | ½  | ½  | ½  | 0  | ½  | ½  | ½  | ½  | 1  |

|                 | 33 | 34 | 35 | 36 | 37 | 38 | 39 | 40 | 41 | 42 | 43 | 44 | 45 | 46 | 47 | 48 | Totale |
| --------------- | -- | -- | -- | -- | -- | -- | -- | -- | -- | -- | -- | -- | -- | -- | -- | -- | ------ |
| Anatolij Karpov | ½  | ½  | ½  | ½  | ½  | ½  | ½  | ½  | ½  | ½  | ½  | ½  | ½  | ½  | 0  | 0  | 5 (25) |
| Garri Kasparov  | ½  | ½  | ½  | ½  | ½  | ½  | ½  | ½  | ½  | ½  | ½  | ½  | ½  | ½  | 1  | 1  | 3 (23) |